# Relazioni diplomatiche della Santa Sede
La Santa Sede intrattiene rapporti diplomatici bilaterali con 184 stati del mondo. L'ultimo ad allacciare relazioni ufficiali è stato l'Oman il 23 febbraio 2023.
91 dei Paesi che hanno rapporti diplomatici con la Santa Sede hanno una propria ambasciata a Roma, ai quali si aggiungono anche la rappresentanza dell'Unione europea, del Sovrano Militare Ordine di Malta, della Lega degli Stati arabi, dell’Organizzazione internazionale per le migrazioni e dell’Alto commissariato delle Nazioni Unite per i rifugiati; gli altri invece sono rappresentati da diplomatici addetti ad ambasciate site in altri Paesi europei. L'ambasciata è distinta da quella per l'Italia, in quanto la Santa Sede non è solita accreditare presso di sé personale del corpo diplomatico che risulti già in missione presso il governo italiano.
Decano del corpo diplomatico è l'ambasciatore residente a Roma con maggiore anzianità di accreditamento. Dall'aprile 2018 il decano è l'ambasciatore di Cipro, George Poulides.

## Rappresentazione cartografica

Relazioni diplomatiche della Santa Sede:
Santa Sede
Paesi con cui ha relazioni diplomatiche Paesi con cui non ha relazioni diplomatiche

Santa Sede
     Paesi con cui ha relazioni diplomatiche

## Stati con i quali la Santa Sede intrattiene relazioni diplomatiche bilaterali
- Albania
- Algeria
- Andorra
- Antigua e Barbuda
- Angola
- Argentina
- Armenia
- Australia
- Austria
- Azerbaigian
- Bahamas
- Bahrein
- Bangladesh
- Barbados
- Belgio
- Belize
- Benin
- Bielorussia
- Birmania
- Bolivia
- Bosnia ed Erzegovina
- Botswana
- Brasile
- Bulgaria
- Burkina Faso
- Burundi
- Cambogia
- Camerun
- Canada
- Capo Verde
- Rep. Ceca

- Rep. Centrafricana
- Ciad
- Cile
- Cipro
- Colombia
- Rep. del Congo
- RD del Congo
- Isole Cook
- Corea del Sud
- Costa d'Avorio
- Costa Rica
- Croazia
- Cuba
- Danimarca
- Dominica
- Rep. Dominicana
- Ecuador
- Egitto
- El Salvador
- Emirati Arabi Uniti
- Eritrea
- Estonia
- Etiopia
- Figi
- Filippine
- Finlandia
- Francia
- Gabon
- Gambia
- Georgia
- Germania

- Ghana
- Giamaica
- Giappone
- Gibuti
- Giordania
- Grecia
- Grenada
- Guatemala
- Guinea
- Guinea-Bissau
- Guinea Equatoriale
- Guyana
- Haiti
- Honduras
- India
- Indonesia
- Iran
- Iraq
- Irlanda
- Islanda
- Israele
- Italia
- Kazakistan
- Kenya
- Kirghizistan
- Kiribati
- Kuwait
- Lesotho
- Lettonia
- Libano
- Liberia

- Libia
- Liechtenstein
- Lituania
- Lussemburgo
- Macedonia del Nord
- Madagascar
- Malawi
- Malaysia
- Mali
- Malta
- Marocco
- Isole Marshall
- Mauritania
- Mauritius
- Messico
- Micronesia
- Moldavia
- Monaco
- Mongolia
- Montenegro
- Mozambico
- Namibia
- Nauru
- Nepal
- Nicaragua
- Niger
- Nigeria
- Norvegia
- Nuova Zelanda
- Paesi Bassi
- Oman

- Pakistan
- Palau
- Palestina
- Panama
- Papua Nuova Guinea
- Paraguay
- Perù
- Polonia
- Portogallo
- Qatar
- Regno Unito
- Romania
- Ruanda
- Russia
- Saint Kitts e Nevis
- Saint Lucia
- Saint Vincent e Grenadine
- Isole Salomone
- Samoa
- San Marino
- São Tomé e Príncipe
- Seychelles
- Senegal
- Serbia
- Sierra Leone
- Singapore
- Siria
- Slovacchia
- Slovenia
- Spagna

- Sri Lanka
- Stati Uniti
- Sudafrica
- Sudan
- Sudan del Sud
- Suriname
- Svezia
- Svizzera
- eSwatini
- Tagikistan
- Taiwan (Rep. di Cina)
- Tanzania
- Thailandia
- Timor Est
- Togo
- Tonga
- Trinidad e Tobago
- Tunisia
- Turchia
- Turkmenistan
- Ucraina
- Uganda
- Ungheria
- Uruguay
- Uzbekistan
- Vanuatu
- Venezuela
- Yemen
- Zambia
- Zimbabwe

La Santa Sede inoltre intrattiene rapporti bilaterali anche con:
- Unione europea
- Sovrano Militare Ordine di Malta

## Organizzazioni e organismi intergovernativi internazionali con i quali intrattiene rapporti multilaterali
La Santa Sede partecipa a numerosi organismi internazionali con propri rappresentanti. Osservatori permanenti sono presenti nei seguenti consessi:
- il Consiglio d'Europa;
- le sedi ONU di New York e Ginevra,
- l'OMS,
- l'OSCE,
- l'UNESCO,
- la FAO,
- l'OMC (Organizzazione Mondiale del Commercio).

## Organizzazioni e organismi intergovernativi regionali
La Santa Sede ha rapporti multilaterali con:
- la Lega araba,
- l'Unione africana,
- l'Organizzazione internazionale della francofonia (OIF)
- il Sistema dell'integrazione centroamericana (SICA)[4]
- la Comunità economica degli Stati dell'Africa occidentale (ECOWAS)[5]

## Stati con i quali la Santa Sede non intrattiene relazioni diplomatiche
Con il Vietnam è stata da tempo costituita una commissione di lavoro, in vista di stabilire rapporti diplomatici permanenti. Con altri di questi stati sono comunque correnti delle relazioni ufficiose (es. Arabia Saudita), tanto che taluni di essi (es. Afghanistan), hanno inviato un proprio rappresentante ai funerali di Giovanni Paolo II.
1. Afghanistan
2. Arabia Saudita
3. Bhutan
4. Brunei
5. Cina
6. Comore
7. Corea del Nord
8. Kosovo
9. Laos
10. Maldive
11. Sahara Occidentale
12. Somalia
13. Tuvalu
14. Vietnam

## Stati dove la Santa Sede ha nominato un delegato apostolico presso la Chiesa locale
In questi Paesi, pur non esistendo relazioni diplomatiche bilaterali, la Chiesa Cattolica ha potuto comunque nominare un suo rappresentante, che pur non essendo riconosciuto dai governi locali, a norma del Diritto Canonico, rappresenta il Papa presso la Chiesa locale.
1. Arabia Saudita[7]
2. Brunei
3. Comore
4. Kosovo
5. Laos
6. Somalia
7. Tuvalu[8]

## Stati dove la Santa Sede ha nominato un rappresentante pontificio residente
In questi Paesi sono in corso da tempo contatti tesi alla normalizzazione dei rapporti diplomatici. Per questo motivo, pur essendo stata istituita una delegazione apostolica, la stessa è mantenuta vacante, essendosi limitata la Santa Sede a nominare informalmente un rappresentante residente nel Paese.
1. Vietnam

## Stati dove la Santa Sede non è rappresentata
Con questi Paesi, per svariate condizioni, la Santa Sede non ha né rapporti diplomatici, né ha potuto nominare un proprio delegato presso la Chiesa locale. Come già osservato in precedenza, tuttavia, con alcuni di essi sono da tempo in corso dei contatti tesi ad allacciare rapporti diplomatici bilaterali.
1. Afghanistan
2. Bhutan
3. Cina
4. Corea del Nord
5. Maldive
6. Sahara Occidentale